# اس‌تی‌اس-۸۱
اس‌تی‌اس-۸۱ (انگلیسی: STS-81) یکی از ماموریت‌های برنامه شاتل‌های فضایی بود که در تاریخ ۱۲ ژانویه ۱۹۹۷ از پایگاه فضایی کندی به مقصد ایستگاه فضایی میر پرتاب شد. این ماموریت حدوداً ده روزه توسط شاتل آتلانتیس انجام گرفت و بخشی از پروژه شاتل-میر بود.